# Tschangi
Tschangi, auch changi, čangi (georgisch ჩანგი), ist eine horizontale Winkelharfe, die in der georgischen Bergregion Swanetien besonders zur Begleitung von Liedern und Rundtänzen gespielt wird. Die Tradition der einzigen verbliebenen Harfe in der Kaukasusregion reicht bis in vorchristliche Zeit zurück.

## Herkunft und Verbreitung

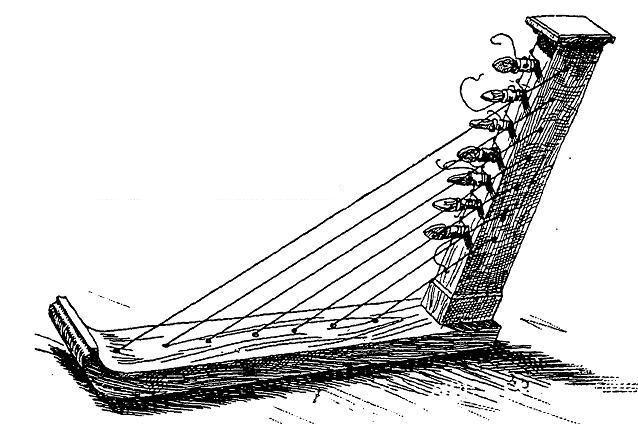
Tschangi-Illustration von Gottfried Merzbacher 1901

Der Name tschangi (čang-i) mit der georgischen Substantivendung –i entspricht dem persischen Wort tschang (čang) für eine Winkelharfe, die im Mittelalter in der iranischen Musik gespielt wurde und mit der Schreibweise çeng im Osmanischen Reich bekannt war. Harfen auf der Arabischen Halbinsel hießen in vorislamischer Zeit auf Arabisch sanc, cang oder ähnlich. Sie sind alle wie auch die indischen Harfen (hindi canga) längst ausgestorben. Das Instrument und der von Indien weiterverbreitete Name leben lediglich in der burmesischen Bogenharfe saung gauk weiter. Die einzige andere noch erhaltene Bogenharfe des südasiatischen Kulturraums ist die waji im Osten Afghanistans. Eine ebensolche musikalische Nischenexistenz führt die zwölfsaitige Harfe kingir-kobuz (kyngyr kopuz), die bei den Balkaren und Karatschaiern überlebt hat.
Die 14-saitige Harfe aijuma (aiumaa, ayumáa) in Abchasien ist nicht mehr in Gebrauch. Sie ruhte auf dem rechten Knie des Musikers, der die Saiten mit Zeige- und Mittelfinger beider Hände zupfte und epische Lieder über historische oder mythische Helden begleitete. Hier wie bei den anderen abchasischen Instrumenten wird der Einfluss der georgischen Musik deutlich. Die zehn- bis zwölfsaitige duadastanon-fandir der Osseten wurde früher ausschließlich von Männern gespielt. Alle diese kaukasischen Winkelharfen einschließlich der in Westsibirien von den Chanten und Mansen gespielten tor-sapl-yukh (bei den Selkupen pyngkyr) ruhen auf den Knien des Spielers mit den kurzen Saiten von ihm entfernt.
Das Wort čang (tschang) kommt mehrfach – zusammen mit anderen Entlehnungen aus dem Persischen – im georgischen Nationalepos Der Recke im Tigerfell vor, das Schota Rustaweli im 12. Jahrhundert verfasste. Etwa in einer Aufzählung čangsa, barbitsa da nasa, „Harfe, Laute und Flöte“, die zur Freude erklingen. Die Kombination sačang-dapeni, wörtlich „Harfe und Trommel“ meint allgemein „Musik“ und ist ein Sinnbild für Freude und Feierlichkeit, wobei dapeni mit dap-i, einer Rahmentrommel, die auf Persisch daira genannt wird, und dabdabi, der früheren Bezeichnung der Zylindertrommel doli zusammenhängt. Wegen ihrer Bauform wird die Harfe in Swanetien auch shimekvshe, „gebrochener Arm“ genannt.
In literarischen Quellen tauchen für georgische Harfen neben tschangi noch die Bezeichnungen ebani und knari auf. Wie die letztgenannten Instrumente ausgesehen haben, ist nicht überliefert. Zwischen ebani und dem Wort bani wird ein Zusammenhang gesehen. So heißt der tiefe Bordunton, der in einem dreistimmigen polyphonen Chor den Melodiestimmen unterlegt ist. Diesen Bordun kann entweder ein Sänger oder ein Instrument, etwa die tiefste Saite der westgeorgischen Langhalslaute tschonguri produzieren. Bani soll weiterhin etymologisch mit dem griechischen to buni verbunden sein, wie der römische Historiker Flavius Josephus im 1. Jahrhundert n. Chr. eine altägyptische Harfe bezeichnete. Das Wort knari wird seit dem frühen Mittelalter erwähnt. Möglicherweise steht es mit einer südindischen Stabzither (vina) namentlich in Beziehung. Dann würde ein Wortstamm zugrunde liegen, von dem sanskrit kinnara („tönen“), arabisch al-kinnāra für eine seltene frühislamische Leier und die sogenannte Davidsharfe kinnor abgeleitet sind.
Entwicklungsgeschichtlicher Ursprung der Harfen ist der Jagd- oder Musikbogen mit einer Saite. Die früheste bekannte Harfe ist auf einer Tontafel vom Ende des 4. Jahrtausends v. Chr. aus Mesopotamien abgebildet. In Keilschrifttexten lautet die Gattungsbezeichnung für Harfen GIŠ ZAG-SAL. Hierauf führte Francis W. Galpin das assyrische zak’k’al und die späteren Bezeichnungen für Harfen (paschtunisch) tschangal und allgemein tschang (čang) zurück. Harfen mit dem Namen tschang stehen somit in einer mutmaßlichen etymologischen Verbindung zu den sumerischen Harfen, sind jedoch nicht zwangsläufig Übernahmen derselben Bauform. Nach der Spielhaltung – mit den kurzen Saiten weg vom Körper – stehen die Winkelharfen im Kaukasus mit der ältesten Abbildung einer Harfe in Verbindung, die 3300–3000 v. Chr. in Megiddo am östlichen Mittelmeer in einen Stein des Bodenpflasters eingeritzt wurde.
Die assyrischen Winkelharfen wurden im 1. Jahrtausend v. Chr. Vorbilder für die in Zentralasien weit verbreiteten „Steppenharfen“, die nach der Landschaftsform und der Verwendung durch viehzüchtende Nomadenvölker so genannt werden. Die als Grabbeigabe in einem Hochtal des Altai freigelegte Pasyryk-Harfe aus dem 4. Jahrhundert v. Chr. mit fünf Saiten gehört zu diesem Harfentyp. Laut archäologischen Funden waren Winkelharfen auch im Kaukasus bereits in vorchristlicher Zeit weit verbreitet und gehören dort zu den ältesten überlieferten Saiteninstrumenten. Beim Dorf Bambebi nahe Uplisziche in Zentralgeorgien wurde eine 6,5 Zentimeter große Figur aus grauem Ton gefunden, die ins 7./6. Jahrhundert v. Chr. datiert wird. Sie zeigt einen sitzenden Musiker, der eine Harfe spielt. Beim Ort Stepanzminda (früher Kazbegi) an der georgischen Heerstraße grub der russische Archäologe G. D. Filimonov 1877 etwa 200 Objekte aus, die als Kazbegi-Schatz bekannt geworden sind. Darunter befand sich die kleine Bronzefigur eines Musikanten aus dem 6. Jahrhundert v. Chr., der offensichtlich eine Winkelharfe in den Händen hält, die bis in Details dem swanetischen Typ gleicht. Dies spricht für eine gemeinsame musikalische Vergangenheit von Swanetien im Westen und der Region Chewsuretien im Osten Georgiens. In Swanetien ist die tschangi seit dem 4. Jahrhundert n. Chr. nachgewiesen.

## Bauform

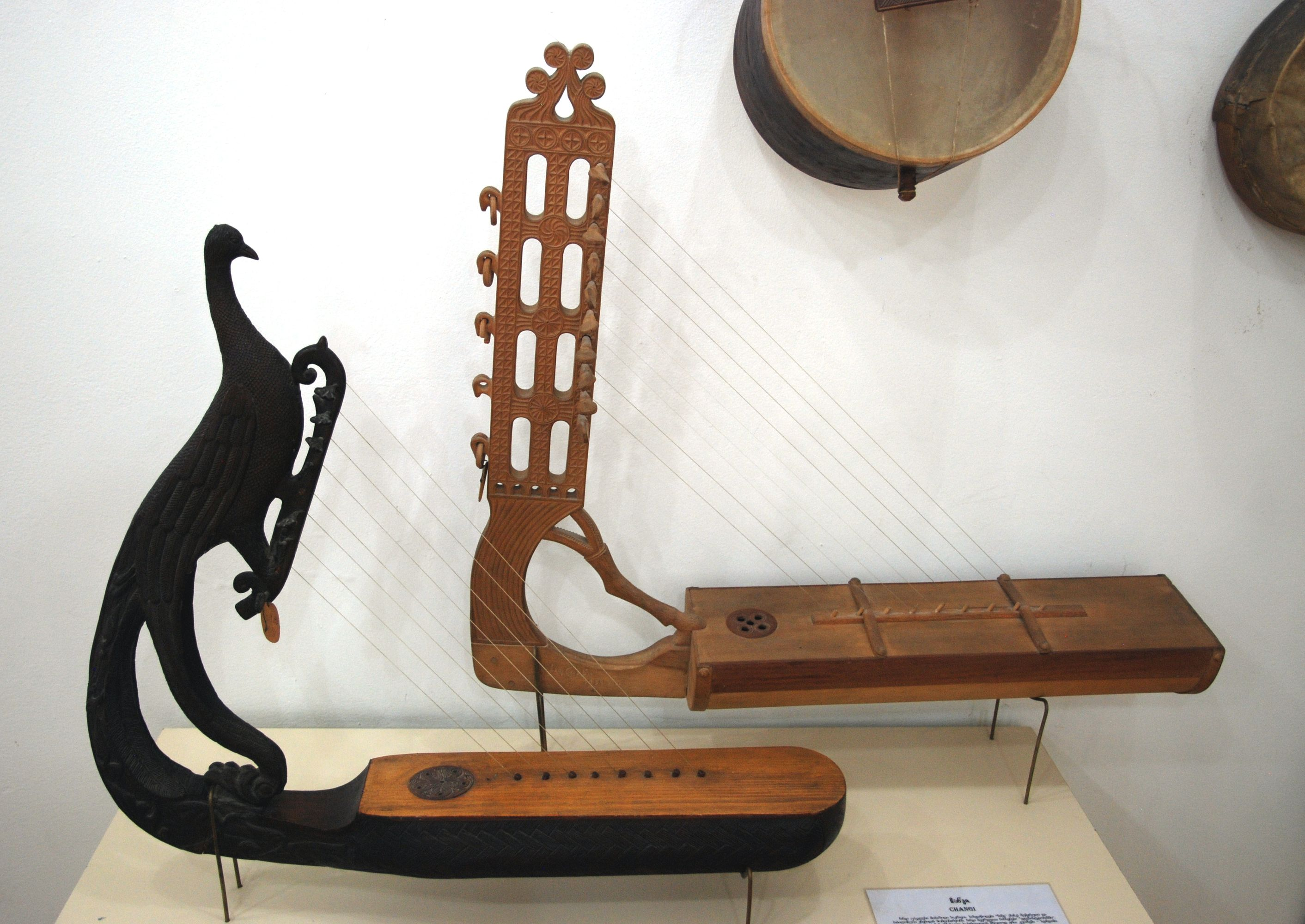
Zwei tschangis im State Museum of Georgian Folk Songs and Musical Instruments in Tiflis

Die tschangi besitzt einen schmalen, an der Unterseite gerundeten Resonanzkörper aus einem ausgehöhlten Holzblock, der an der Oberseite mit einer dünnen flachen Holzdecke abschließt. Häufig werden Tanne oder Kiefer verwendet. Der Korpus bildet zusammen mit dem rechtwinklig oder in einem leicht spitzen Winkel abgehenden Hals ein gleichschenkliges offenes Dreieck. Die Saiten sind am Resonanzkörper an einem Saitenträger befestigt, der in Form eines längsgerichteten Holzstabs unter der Decke verläuft und die Saitenschwingungen an diese überträgt. Bei einem der abgebildeten Instrumente ist der Saitenträger sichtbar oberhalb der Decke angebracht und wird mit Querstäben fixiert. Fünf oder sechs in die Decke gebohrte Löcher in einem Kreis aus einem dunkleren, eingelegten Holz sollen die Klangqualität verbessern. Am Hals enden die Saiten an seitenständigen Holzwirbeln, mit denen sie gestimmt werden können. Früher waren sechs bis sieben Saiten aus gedrehtem Rosshaar üblich, heute sind es meist neun, elf oder zwölf Nylonsaiten in diatonischer Stimmung.  Die Tonfolge bei sechs Saiten ist: f – g – a – h – c1 – d1, bei sieben Saiten e – f – g – a – h – c1 – d1. Bis zu drei Saiten werden gleichzeitig als Akkorde gezupft. Der Musiker spielt die tschangi senkrecht auf seine Knie gestellt.

## Spielweise
Die tschangi wird bevorzugt von Frauen zur Begleitung von Rundtänzen und von Liedern gespielt, die Männer oder Frauen solistisch vortragen. Dabei werden sie anstelle der Harfe auch von einer für die swanetische Kultur ebenso charakteristischen Langhalslaute tschuniri, seltener von beiden Instrumenten zugleich begleitet. In letzterem Fall folgt häufig die tschuniri unisono der Gesangsstimme und die tschangi spielt Begleitakkorde. Die auf tschuniri und tschangi gespielten Melodien sind normalerweise Transkriptionen des zu Rundtänzen gehörenden Chorgesangs. Traditionelle georgische Volksmusikensembles basieren generell auf dem Zusammenspiel zweier Instrumente. Außer tschuniri und tschangi sind tschonguri und die Trommel doli oder die Laute panduri und die Rahmentrommel daira typisch. In Swanetien herrschen regionale Gesangsstile der georgischen Mehrstimmigkeit mit komplex-parallelen Melodielinien vor. Der Tonraum ist meist eng und umfasst kaum mehr als eine Terz oder Quarte. Alle Lieder haben kurze Strophen.
Ein Rundtanz, den Männer jedes Jahr Ende Juli im Dorf Kala aufführen, richtet sich an die Fruchtbarkeitsgottheit Kvirike. Alle drei Gesangsstimmen bringen auf besondere Weise halbvokalische Konsonanten hervor. Dieselben Lieder werden auch ohne Rundtänze mit dieser Gesangstechnik vorgetragen und von tschuniri und tschangi begleitet.